# Gustavo Díaz Ordaz, Oaxaca
Gustavo Díaz Ordaz är en ort i Mexiko.   Den ligger i kommunen San Juan Mazatlán och delstaten Oaxaca, i den sydöstra delen av landet, 500 km sydost om huvudstaden Mexico City. Gustavo Díaz Ordaz ligger 106 meter över havet och antalet invånare är 300.
Terrängen runt Gustavo Díaz Ordaz är platt åt sydväst, men åt nordost är den kuperad. Runt Gustavo Díaz Ordaz är det glesbefolkat, med 9 invånare per kvadratkilometer. Närmaste större samhälle är Los Fresnos, 8,9 km sydväst om Gustavo Díaz Ordaz. Omgivningarna runt Gustavo Díaz Ordaz är en mosaik av jordbruksmark och naturlig växtlighet.